# Путана (фільм)
«Путана» — радянський художній фільм 1991 року, знятий режисером Олександром Ісаєвим на Одеській кіностудії.

## Сюжет
Кілька днів із життя працівниць найдавнішої професії.

## У ролях
- Олена Шевченко — Оля Шереметьєва
- Ірина Безрукова — Маша
- Катерина Кміт — Олена
- Павло Соколов — Бес, сутенер
- Іван Шабалтас — Ігор Савицький
- Олександр Сластін — майор міліції
- Олександр Гловяк — Вовка
- Тетяна Іпатова — повія
- Любов Руднєва — повія
- Наталія Батрак — повія
- Андрій Фільков — колишній чоловік Ольги
- Олександра Івченко — роль другого плану
- Володимир Логінов — роль другого плану
- Євген Мизніков — Філ
- С. Маліна — роль другого плану
- Володимир Кирюханцев — клієнт Олі
- Володимир Волков — маніяк
- Валерій Бассель — чиновник
- Ірина Токарчук — Марія Василівна
- В. Гульченко — роль другого плану
- Сергій Зінченко — роль другого плану
- С. Вітвінов — епізод
- Є. Грубий — епізод
- Віктор Раду — колега Ігоря
- Віктор Ласкевич — епізод
- А. Абов — епізод
- А. Карпов — епізод
- Є. Кержман — епізод
- А. Потапов — епізод
- Наталія Вяткіна — епізод
- В. Разумовська — епізод
- Олег Ботовкін — епізод
- Ю. Пурга — епізод
- Т. Павлова — епізод
- Юрій Лопарьов — епізод
- Фауст Міндлін — епізод
- М. Яковенко — епізод
- Ігор Сойкін — епізод

## Знімальна група
- Режисер — Олександр Ісаєв
- Сценарист — Олександр Ісаєв
- Оператор — Вадим Авлошенко
- Композитор — Євген Дога